# Cobalt (Comic)
Cobalt ist ein von Walter Fahrer im realistischen Stil gezeichneter frankobelgischer Comic.
Die Abenteuer des Detektivs Bob Cobalt und seiner Assistentin Paprika, die im Auftrag einer Organisation nach verschwundenen Personen suchen, erschienen erstmals 1971 in der belgischen und französischen Ausgabe von Tintin sowie in der niederländischen Version Kuifje. Greg führte den Titelhelden in einer Kurzgeschichte ein und ging danach zu einer kapitelweisen Veröffentlichung über. 
Lombard begann 1976 in der Reihe Jeune Europe mit der Albenausgabe. 1981 und 1982 gab Dargaud zwei Alben in der Reihe Aventures heraus.  

## Albenlange Geschichten
- Fugue à quatres mains (1971–1972)
- Le Trésor du cobra (1973)
- L’Assassiné récalcitrant (1973)
- Le Zombie magnifique (1975)